# شاري هيدلي
شاري هيدلي (بالإنجليزية: Shari Headley)‏ هي ممثلة أمريكية، ولدت في 15 يوليو 1964 بكوينز في الولايات المتحدة.

## أعمال

### مسلسلات
- فيرونيكا مارس
- كاسل
- هاوس

## وصلات خارجية
- شاري هيدلي على موقع IMDb (الإنجليزية)
- شاري هيدلي على موقع ألو سيني (الفرنسية)
- شاري هيدلي على موقع أول موفي (الإنجليزية)
- شاري هيدلي على موقع قاعدة بيانات الأفلام السويدية (السويدية)
- شاري هيدلي على موقع إن إن دي بي (الإنجليزية)
- شاري هيدلي على موقع قاعدة بيانات الفيلم (الإنجليزية)
- شاري هيدلي على موقع كينوبويسك (الروسية)